# 규암 유창환 및 유치웅 묘
규암 유창환 및 유치웅 묘는 충청남도 부여군 규암면에 있다. 2016년 12월 31일 부여군의 향토문화유산 제134호 규암 유창환 묘로 지정되었다가, 2019년 12월 20일 규암 유창환 및 유치웅 묘로 명칭이 변경되었다.

## 지정 사유
일창 유치웅은 우당 유창환의 아들로, 아버지 우당 유창환과 함께 부여 출신 대표적 예술가로 손꼽히며 2014년 부여군에서 펴낸 '부여를 빛낸 100인'에 선정된 바 있는 인물이다. 아버지 유창환의 대를 이어 한국 서예계를 대표하는 인물로, 한국 예술계에서 일창만큼 전국적인 지명도 있는 사람도 찾기 어렵다는 점에서 아버지 유창환의 묘와 함께 묶어 부여군 향토문화유산으로 지정되었다. 부자(父子)가 함께 부여를 빛낸 예술계의 거장이라는 점을 감안할 때 지정가치는 충분하다고 판단된다.